# Михайлове (Борисовський район, Неманицька сільська рада)
Михайлове (біл. вёска Міхайлова) — село в складі Борисовського району Мінської області, Білорусь. Село підпорядковане Неманицькій сільській раді, розташоване в північно-східній частині області.